# Druhotná kůra
Druhotná kůra (též periderm) je druhotné krycí pletivo rostlin. Je tvořeno činností sekundárního meristému. Vzniká činností felogénu, což je ta prostřední ze tří vrstev druhotné kůry. Na její vnější straně se pak nachází pletivo korkové, zatímco na vnitřní feloderm. Druhotná kůra může být na povrchu hladká nebo popraskaná.